# 인공지능 규제
인공지능 규제(regulation of artificial intelligence)는 인공지능(AI)을 장려하고 규제하기 위한 공공 부문 정책 및 법률의 개발을 의미한다. 이는 알고리즘에 대한 광범위한 규제의 일부이다. AI에 대한 규제 및 정책 환경은 전기전자공학자협회(IEEE) 또는 경제협력개발기구(OECD)와 같이 직접적인 집행 권한이 없는 국제 조직을 포함하여 전 세계 관할권에서 새로운 문제이다.
2016년부터 기술에 대한 사회적 통제를 유지하기 위해 수많은 AI 윤리 지침이 발표되었다. AI 혁신을 촉진하고 관련 위험을 관리하려면 규제가 필요한 것으로 간주된다.
또한 AI를 배포하는 조직은 신뢰할 수 있는 AI를 생성 및 구현하고, 확립된 원칙을 준수하며, 위험 완화에 대한 책임을 다하는 데 핵심적인 역할을 한다.
검토 위원회(review board)와 같은 메커니즘을 통해 AI를 규제하는 것도 AI 통제 문제에 접근하기 위한 사회적 수단으로 볼 수 있다.

## 배경
스탠퍼드 대학교의 2023년 AI 인덱스에 따르면, 조사 대상 127개 국가에서 통과된 '인공지능'을 언급하는 법안의 연간 수가 2016년 1개에서 2022년 37개로 급증했다.
2017년 일론 머스크는 AI 개발 규제를 촉구했다. NPR에 따르면 테슬라 CEO는 자신의 산업에 영향을 미칠 수 있는 정부 조사를 옹호하는 것이 "분명히 기쁘지 않았지만" 감독 없이 완전히 진행하는 것은 위험이 높다고 믿었다. 나쁜 일이 발생하면 대중의 항의가 나오고 수년이 지나면 해당 산업을 규제하기 위해 규제 기관이 설립된다. 과거에는 이것이 나빴지만 문명의 존재에 근본적인 위험을 초래하지는 않았다. 이에 대해 일부 정치인들은 아직 개발 중인 기술을 규제하는 것이 지혜로운지에 대해 회의적인 입장을 표명했다. 머스크와 2017년 2월 유럽 연합 국회의원들이 AI와 로봇 공학을 규제하라는 제안에 대해 인텔 CEO 브라이언 크르자니크는 AI가 초기 단계에 있으며 기술을 규제하기에는 너무 이르다고 주장했다. 많은 기술 기업은 AI의 가혹한 규제에 반대하며 "일부 기업은 AI에 대한 규칙을 환영한다고 말했지만 유럽에서 만들어지는 것과 같은 엄격한 규제에 반대하기도 했다"고 기술 자체를 규제하려는 대신 일부 학자들은 테스트 및 알고리즘의 투명성에 대한 요구 사항을 포함한 공통 표준을 개발할 것을 제안했으며, 이는 일부 형태의 보증과 결합될 수도 있다.
2022년 입소스 조사에서는 AI에 대한 태도가 국가별로 크게 달랐다. 중국 시민의 78%, 미국인의 35%만이 "AI를 활용한 제품과 서비스가 단점보다 장점이 더 많다"는 데 동의했다. 2023년 로이터/입소스 여론조사에 따르면 미국인의 61%는 AI가 인류에 위험을 초래한다는 데 동의하고 22%는 동의하지 않는다. 2023년 폭스 뉴스 여론 조사에서 미국인의 35%는 연방 정부가 AI를 규제하는 것이 "매우 중요"하다고 생각했고, 추가로 41%는 "다소 중요"하다고 생각했으며, 13%는 "별로 중요하지 않다"고 답했고 8%는 "전혀 중요하지 않다"고 답했다.

## 완전 자율 무기 규제
치명적 자율 무기 시스템(lethal autonomous weapons systems, LAWS)과 관련된 법적 문제, 특히 무력 충돌법 준수는 특정 재래식 무기에 관한 협약의 맥락에서 2013년부터 유엔에서 논의되어 왔다. 특히, 2014년, 2015년, 2016년에 비공식 전문가 회의가 열렸고, 2016년에는 이 문제를 추가로 심의하기 위해 정부 전문가 그룹(GGE)이 임명되었다. LAWS에 대해 GGE가 확인한 일련의 LAWS 지침 원칙이 2018년에 채택되었다.
2016년 중국은 완전 자율 무기의 발생 가능성을 다루기 위해 기존 국제법의 타당성에 의문을 제기하는 입장 문서를 발표했고, 이 문제를 다룬 최초의 유엔 안전 보장 이사회 상임 이사국이 되었으며 글로벌 규제에 대한 제안으로 이어졌다. LAWS의 개발 및 사용에 대한 모라토리엄 또는 선제적 금지 가능성은 특정 재래식 무기에 관한 협약의 다른 국가 대표단에 의해 여러 차례 제기되었으며 비정부 연합인 킬러 로봇 중지 캠페인(Campaign to Stop Killer Robots)에서 강력하게 옹호되었다. 미국 정부는 현행 국제인도법이 LAWS의 개발이나 사용을 규제할 수 있다고 주장한다. 의회 조사국은 2023년에 미국의 목록에 LAWS가 없지만 정책이 LAWS의 개발 및 사용을 금지하지 않는다고 밝혔다.

## 같이 보기
- AI 정렬
- 인공지능
- 정부의 인공 지능
- 인공지능윤리
- 인공지능 규제법